# Statistična fizika
Statistična fizika je znanstveno področje fizike, ki se ukvarja z matematičnim opisom narave in naravnih pojavov.
Statistična fizika lahko s statističnimi postopki opiše širok izbor področij, ki se sama po sebi kažejo s precejšnjo mero verjetnosti. Obravnava nekatere primere v kvantni fiziki kot so jedrske reakcije in mnogi primeri s področja biologije, kemije, nevrologije in tudi sociologije.
Druga vrsta problemov v statistični fiziki so klasični sestavi z veliko spremenljivkami ali prostostnimi stopnjami, katerih natančne rešitve ne obstajajo ali pa so neuporabne. Statistični pristop je boljši ker je število prostostnih stopenj zelo veliko. Takšnemu pristopu velikokrat pravimo statistična mehanika. Ta se ukvarja in opisuje pojave iz nelinearne dinamike, teorije kaosa, toplote, mehanike tekočin ali fizike plazme. 
Čeprav je v statistični fiziki veliko problemov, ki se lahko rešijo analitično z aproksimativnimi metodami ali z metodami razvitja v vrste, pa trenutno raziskovanje na tem področju zahteva velike procesorske moči sodobnih računalnikov za simulacijo približnih rešitev. Običajni pristop dinamiki obsežnih sestavov statističnih problemov vsebuje uporabo simulacij na podlagi metod Monte Carlo.
Pri velikem številu delcev, opazujemo povprečno obnašanje. Npr. plin - če gledamo na atomski skali, ne moremo napovedati obnašanja celega sistema, če pa gledamo "od daleč", lahko določimo smer in velikost gibanja gmote. Delci morajo biti povezani, vendar ne premočno, da ne dobimo togega telesa, kajti togega telesa ne preučujemo s statistično fiziko.
Glede na f(Ε) - lastnost samega sistema, ločimo 3 različne statistike:
1. Maxwell-Boltzmannova statistika: ta velja za klasične delce, za katerega veljajo klasični zakoni.
2. Fermi-Diracova statistika: velja za fermione - kvantne delce, ki imajo spin: +- 1/2
3. Bose-Einsteinova statistika: velja za bozone - kvantne delce, ki imajo spin: 1 (celi spin).